# ジェイコムイースト
株式会社ジェイコムイーストは、東京都千代田区に本社を置き、ケーブルテレビ（同時再放送、自主放送）と電気通信事業（インターネット接続、IP電話）を主たる業務とし、有線一般放送（ケーブルテレビ局）を運営した一般放送事業者および電気通信事業者である。株式会社ジュピターテレコム（J:COM）の連結子会社であり、会社呼称は「J:COM イースト」であった。

## 概要
アメリカ合衆国（以下、米国と略す）に本社を置くUSウェスト（のちにメディアワンと改称）、タイム・ワーナーと、日本に本社を置く伊藤忠商事、東芝が出資するMSOとして、1995年（平成7年）1月10日に「株式会社タイタス・コミュニケーションズ」として設立された。
旧社名の「タイタス（TITUS）」は、設立時の親会社4社の頭文字（T - タイム・ワーナー、I - 伊藤忠商事、T - 東芝、US - USウェスト）を合わせたものであった。
1999年（平成11年）にはタイム・ワーナーが保有する全株をメディアワンに譲渡し、同社が筆頭株主となった。その後、2000年（平成12年）4月にはメディアワンが保有する全株を、同じく米国に本社を置くマイクロソフトに譲渡し、マイクロソフトが筆頭株主となった。
2000年（平成12年）6月に、マイクロソフト・伊藤忠商事・東芝の3社は、当時住友商事・リバティメディア（のちにリバティ・グローバルと改称）系のMSOであったジュピターテレコムと経営統合することで合意。同年9月1日にジュピターテレコムと株式交換し、同社の完全子会社となった。また、同年12月1日には、ケーブルテレビ局の愛称を「タイタス」から「J-COM」に変更した。
2001年（平成13年）9月1日、商号を株式会社ジェイコム関東に変更。同年10月1日には株式会社宮城ネットワークを吸収合併し、その際に商号を株式会社ジェイコムイーストに変更した。

## 沿革
- 時期不明 - 株式会社インターナショナルケーブルネットワークが設立。
- 1982年（昭和57年）12月6日 - 株式会社インターナショナルケーブルネットワークが、都市型ケーブルテレビとしたケーブルテレビ施設設置許可（東京都町田市）を申請。
- 1983年（昭和58年）
  - 10月1日 - 株式会社小田急情報サービスが設立。
  - 11月11日 - インターナショナルケーブルネットワークが、ケーブルテレビ施設設置許可[注 1]。
- 1988年（昭和63年）3月1日 - インターナショナルケーブルネットワーク（ICN町田テレビ局）が開局。
- 1989年（平成元年）3月23日 - 株式会社調布ケーブルテレビジョンが設立。
- 1995年（平成7年）
  - 1月10日 - 株式会社タイタス・コミュニケーションズとして設立。
  - 8月29日 - 株式会社ジュピター群馬が設立。
  - 12月1日 - 千葉センターを開局。小田急情報サービス（小田急ケーブルビジョン（OCV））が開局。
- 1996年（平成8年）
  - 1月1日 - 株式会社タイタス相鉄を設立。
  - 4月1日 - 相模原センターを開局。
  - 5月1日 - 西東京センターを開局。
- 1997年（平成9年）
  - 2月 - 株式会社札幌ケーブルテレビジョンを子会社化。
  - 2月1日 - 群馬センターを開局。
  - 7月1日 - 子会社の札幌ケーブルテレビジョンが、商号を株式会社タイタス・スキャットに変更。
- 1998年（平成10年）2月1日 - 株式会社タイタス相鉄が開局。
- 1999年（平成11年）
  - 時期不明 - 小田急情報サービスが、インターナショナルケーブルネットワークを吸収合併。
  - 10月1日 - 板橋センターを開局。
- 2000年（平成12年）
  - 9月1日 - 株式会社ジュピターテレコムと経営統合し、同社の連結子会社となる。
    - 子会社のタイタス相鉄が株式会社ジェイコム大和に、タイタス・スキャットが株式会社ジェイコム札幌に、それぞれ商号を変更。

  - 12月1日 - 愛称を「タイタス」から「J-COM」に変更。
- 2001年（平成13年）
  - 9月1日 - 商号を株式会社ジェイコム関東に変更。ジュピター群馬が株式会社ジェイコム群馬に商号変更。
  - 9月19日 - 調布ケーブルテレビジョンが、ジュピターテレコムと経営および運営を支援する基本契約（MSO契約）を締結。
- 2002年（平成14年）
  - 2月1日 - 株式会社ジェイコム大和を吸収合併。
  - 8月1日 - 群馬センターを株式会社ジェイコム群馬に譲渡。
- 2005年（平成17年）
  - 2月 - ジュピターテレコムが、調布ケーブルテレビジョンを連結子会社化。
  - 9月30日 - ジュピターテレコムが、小田急情報サービスを連結子会社化。
- 2006年（平成18年）
  - 1月1日 - 小田急情報サービスが、株式会社ジェイコムせたまちに商号変更。
  - 6月20日 - 株式会社ジェイコムせたまちが、本社機能を川崎市麻生区南黒川から同市麻生区万福寺に移転。
  - 12月1日 - 株式会社ジェイコム群馬を吸収合併。
- 2007年（平成19年）8月1日 - ジェイコムせたまち、調布ケーブルテレビジョンを吸収合併。
- 2009年（平成21年）- 株主転移が行われ、保有するジェイコム札幌全株式がジュピターテレコムに移動。
- 2010年（平成22年）8月1日 -「J:COM 秦野・伊勢原」を開局[1]。
- 2011年（平成23年）
  - 3月7日 - 秦野・伊勢原エリアにおいて、地上放送の暫定的「デジアナ変換」を開始。
  - 3月10日 - 東関東エリア、および相模原・大和エリアにおいて、地上放送の暫定的「デジアナ変換」を開始。
  - 6月9日 - 群馬エリアにおいて、地上放送の暫定的「デジアナ変換」を開始[注 2]。
  - 6月16日 - せたまちエリアにおいて、地上放送の暫定的「デジアナ変換」を開始[注 3]。
  - 6月30日 - 板橋エリア、および調布・世田谷エリアにおいて、地上放送の暫定的「デジアナ変換」を開始[注 4]。
  - 7月1日 -
    - 西東京エリアにおいて、地上放送の暫定的「デジアナ変換」を開始[注 4]。
    - 江戸川ケーブルテレビ、シティテレコムかながわ、および横浜テレビ局を吸収合併[2]。

  - 8月1日 - J:COM 相模原・大和の大和エリアにおける窓口を、J:COM かながわセントラルに統合。
  - 10月1日 - 株式会社宮城ネットワークを吸収合併し、同時に商号を株式会社ジェイコムイーストに変更[3]。
  - 10月27日 - インターネット接続サービス「J:COM NET」のインターネットサービスプロバイダを『ZAQ』に変更[4]。
- 2012年（平成24年）4月12日 - 調布営業事務所を調布局舎内に移転。
- 2014年（平成26年）7月1日 - 一般社団法人ケーブルシティ横浜のケーブルテレビ事業を譲受し、横浜テレビ局エリアに編入。
- 2015年（平成27年）
  - 2月26日 - 群馬エリアにおいて、地上放送の暫定的「デジアナ変換」を終了。
  - 2月27日 - 東関東エリアにおいて、地上放送の暫定的「デジアナ変換」を終了。
  - 3月20日 - 西東京、板橋、および調布・世田谷エリアにおいて、地上放送の暫定的「デジアナ変換」を終了。
  - 3月25日 - 仙台キャベツエリアにおいて、地上放送の暫定的「デジアナ変換」を終了。
  - 3月27日 - 江戸川エリアにおいて、地上放送の暫定的「デジアナ変換」を終了。
  - 4月17日 - 相模原・大和エリアにおいて、地上放送の暫定的「デジアナ変換」を終了。
  - 4月21日 - せたまちエリアにおいて、地上放送の暫定的「デジアナ変換」を終了。
  - 4月22日 - 横浜エリアにおいて、地上放送の暫定的「デジアナ変換」を終了。
  - 4月24日 - かながわセントラルエリアにおいて、地上放送の暫定的「デジアナ変換」を終了。
  - 4月27日 - 秦野・伊勢原エリアにおいて、地上放送の暫定的「デジアナ変換」を終了。
- 2016年（平成28年）4月1日 - 株式会社ジェイコム小田原を吸収合併[5]。
- 2017年（平成29年）12月7日 - 小田原において、「J:COM NET 1Gコース」の提供開始[6]。
- 2019年（令和元年）6月1日 - 株式会社ジェイコム東京に吸収合併され、会社解散[7]。
  - 東京都内の事業局はジェイコム東京、神奈川県内の事業局はジェイコム湘南・神奈川、千葉県の事業局はジェイコム千葉、群馬県と宮城県の事業局はジェイコム埼玉・東日本に移管された。

## 事業所
本社
- 本社（北緯35度40分59.4秒 東経139度46分11.1秒 / 北緯35.683167度 東経139.769750度座標: 北緯35度40分59.4秒 東経139度46分11.1秒 / 北緯35.683167度 東経139.769750度）
  - 東京都千代田区丸の内1丁目8番1号 丸の内トラストタワーN館内

事務所
- 柏営業事務所（北緯35度50分38.4秒 東経139度58分47.7秒 / 北緯35.844000度 東経139.979917度）
  - 千葉県柏市名戸ヶ谷900番地の1
- 東久留米営業事務所（北緯35度44分20.6秒 東経139度30分48.8秒 / 北緯35.739056度 東経139.513556度）
  - 東京都東久留米市前沢3丁目10番18号
- 相模原営業事務所（北緯35度33分37.7秒 東経139度22分54.6秒 / 北緯35.560472度 東経139.381833度）
  - 神奈川県相模原市中央区千代田7丁目6番10号
- 板橋営業事務所（北緯35度46分42.4秒 東経139度41分16.4秒 / 北緯35.778444度 東経139.687889度）
  - 東京都板橋区志村3丁目29番10号
- 高崎営業事務所（北緯36度19分46.1秒 東経139度1分43.3秒 / 北緯36.329472度 東経139.028694度）
  - 群馬県高崎市高関町374番地
- 調布営業事務所（北緯35度39分33.4秒 東経139度34分1.6秒 / 北緯35.659278度 東経139.567111度）
  - 東京都調布市西つつじヶ丘1丁目12番3号
- 川崎営業事務所（北緯35度36分10.3秒 東経139度30分21.1秒 / 北緯35.602861度 東経139.505861度）
  - 神奈川県川崎市麻生区万福寺1丁目2番2号 新百合21ビル6階
- 世田谷営業事務所（北緯35度38分53.2秒 東経139度38分0.4秒 / 北緯35.648111度 東経139.633444度）
  - 東京都世田谷区経堂5丁目32番8号 マーベラス経堂ビル1階および5階
- 秦野営業事務所（北緯35度22分18.9秒 東経139度13分29.2秒 / 北緯35.371917度 東経139.224778度）
  - 神奈川県秦野市今川町2番地の17
- 江戸川営業事務所（北緯35度39分41.8秒 東経139度52分40.8秒 / 北緯35.661611度 東経139.878000度）
  - 東京都江戸川区東葛西6丁目31番7号 第3グランドコーワ3階
- 大和営業事務所（北緯35度28分13.7秒 東経139度27分57.7秒 / 北緯35.470472度 東経139.466028度）
  - 神奈川県大和市大和東1丁目11番5号
- 横浜営業事務所（北緯35度26分57.1秒 東経139度38分14.8秒 / 北緯35.449194度 東経139.637444度）
  - 神奈川県横浜市中区本町4丁目43番 セボン関内第2ビル
- 仙台営業事務所（北緯38度18分57.6秒 東経140度52分57.3秒 / 北緯38.316000度 東経140.882583度）
  - 宮城県仙台市泉区八乙女中央2丁目3番20号
- 小田原営業事務所（北緯35度15分8.9秒 東経139度8分20.6秒 / 北緯35.252472度 東経139.139056度）
  - 神奈川県小田原市板橋888番地

## 提供区域内自治体

### J:COM 東関東
- 千葉県
  - 柏市、我孫子市、鎌ケ谷市、野田市、白井市

### J:COM 西東京
- 東京都
  - 東久留米市、清瀬市、小平市、西東京市、東村山市

### J:COM 相模原・大和
- 神奈川県
  - 相模原市
    - 中央区、緑区、南区

  - 大和市
  - 愛甲郡
    - 愛川町

### J:COM 板橋
- 東京都
  - 板橋区

### J:COM 群馬
- 群馬県
  - 高崎市、前橋市、渋川市、安中市

### J:COM 調布
- 東京都
  - 調布市
  - 世田谷区

### J:COM 世田谷
- 東京都
  - 世田谷区
  - 狛江市

### J:COM 町田・川崎
- 神奈川県
  - 川崎市
    - 麻生区、多摩区

  - 横浜市
    - 青葉区

  - 相模原市
    - 南区
- 東京都
  - 稲城市、町田市

### J:COM 秦野・伊勢原
- 神奈川県
  - 秦野市、伊勢原市

### J:COM 江戸川
- 東京都
  - 江戸川区

### J:COM かながわセントラル
- 神奈川県
  - 大和市、綾瀬市、海老名市、座間市
  - 横浜市
    - 瀬谷区

### J:COM 横浜
- 神奈川県
  - 横浜市
    - 南区、磯子区、中区、西区

### J:COM 仙台キャベツ
- 宮城県
  - 仙台市
    - 青葉区、泉区、宮城野区、若林区

  - 富谷市
  - 黒川郡
    - 大和町

### J:COM 小田原
- 神奈川県
  - 小田原市、南足柄市
  - 足柄上郡
    - 開成町

## 業務内容
- 2019年（平成31年）1月1日現在。

統一サービス
1. J:COM TV（テレビ放送サービス[注 5]）
  1. 双方向機能（STBインターネット接続サービス）
  2. インタラクTV（STBテレビ向け情報サービス）
  3. ナビシェル（STB向けご案内画面サービス）
  4. J:COMオンデマンド（VODサービス）
  5. リモート録画予約（番組録画予約）
  6. ジェイコム マガジン（番組ガイド誌）
  7. J:COMチャンネル（第一コミュニティチャンネル）
  8. J:COMテレビ（第二コミュニティチャンネル）
2. J:COM NET（インターネット接続サービス）
  1. ZAQ（インターネットサービスプロバイダ）
  2. J:COM WiMAX 2+（4G（WiMAX）サービス[注 6]）
3. J:COM PHONE（固定電話（CATV電話）サービス）
  1. J:COM PHONE プラス（VoIP方式（プライマリ電話）サービス）[注 7]）
4. J:COM 電力
5. J:COM MOBILE（4G（LTE）サービス[注 8]）

付加サービス
- J:COM 緊急地震速報

### J:COM TV

#### 地上デジタル放送・FMラジオ
- J:COM 東関東

- J:COM 西東京

- J:COM 相模原・大和

- J:COM 板橋

- J:COM 群馬

- J:COM 調布

- J:COM 町田・川崎

- J:COM 世田谷

- J:COM 秦野・伊勢原

- J:COM 江戸川

- J:COM かながわセントラル

- J:COM 横浜

- J:COM 仙台キャベツ

- J:COM 小田原

## コミュニティチャンネル
- J:COM 東関東

- J:COM 西東京

- J:COM 相模原・大和

- J:COM 板橋

- J:COM 群馬

- J:COM 調布

- J:COM 町田・川崎

- J:COM 世田谷

- J:COM 秦野・伊勢原

- J:COM 江戸川

- J:COM かながわセントラル

- J:COM 横浜

- J:COM 仙台キャベツ

- J:COM 小田原